# امین الاسناوی
امین الاسناوی (انگلیسی: Amin El-Esnawi؛ زادهٔ ۲۳ ژوئن ۱۹۳۶) بازیکن فوتبال است.
وی همچنین در تیم ملی فوتبال مصر بازی کرده‌است.